# Maria Immaculata Burbon-Sycylijska
Maria Immmaculata Luiza Burbon-Sycylijska (ur. 21 stycznia 1855 w Neapolu, Włochy; zm. 23 lutego 1874 w Pau, Armagnac) – księżniczka Obojga Sycylii.

## Życiorys
Maria Immaculata była córką Ferdynanda II Burbona, króla Obojga Sycylii, i jego żony - arcyksiężniczki Marii Teresy Habsburg.
25 listopada 1873 roku w Cannes, Francja, wyszła za mąż za swojego kuzyna - Henryka (Enrico) Burbon-Parmeńskiego, młodszego syna Karola III Burbona, księcia Parmy, i jego żony Ludwiki d'Artois (jedynej córki Karoliny Burbon, księżniczki Obojga Sycylii, i Karola Ferdynanda, księcia de Berry). Para nie miała dzieci, a Maria Immaculata zmarła młodo.
Henryk Burbon-Parmeński, po śmierci Marii Immaculaty ożenił się w 1876 z Aldegundes Portugalską, księżną Guimaraes, córką króla Michała I Uzurpatora.